# Erica Batchelor
Erica Anne Batchelor (Poole, 10 agosto 1933) è un'ex pattinatrice artistica su ghiaccio britannica, specializzata nel singolo.

## Palmarès
| Evento                          | 1952 | 1953 | 1954 | 1955 | 1956 | 1957 |
| ------------------------------- | ---- | ---- | ---- | ---- | ---- | ---- |
| Giochi olimpici invernali       |      |      |      |      | 11°  |      |
| Campionati mondiali             | 9°   | 9°   | 3°   | 5°   | 8°   | 9°   |
| Campionati europei              | 10°  | 3°   | 2°   | 3°   | 3°   | 5°   |
| Campionati nazionali britannici |      |      |      |      |      | 1°   |